# Phil Kessel
Philip Joseph Kessel Jr. (* 2. října 1987 Madison, USA) je bývalý americký hokejový útočník.

## Hráčská kariéra
Svoji kariéru zahájil v univerzitním klubu Minnesota Golden Gophers, hrajícím nižší americkou hokejovou soutěž Western Collegiate Hockey Association. V roce 2005 se zúčastnil juniorského šampionátu do 18 let pořádaném v České republice, kde se stal nejlepším střelcem mistrovství. Po skončení turnaje byl Phil vyhlášen nejlepším hráčem šampionátu. Od roku 2009 hrál v NHL za tým Toronto Maple Leafs. Na mezinárodní scéně se představil kromě juniorských mistrovství světa také na MS 2006, MS 2007 a MS 2008. Je držitelem stříbrné olympijské medaile ze ZOH 2010.

## Ocenění a úspěchy
- 2004 MS-18 – All-Star Tým
- 2004 MS-18 – Nejlepší střelec
- 2005 MS-18 – All-Star Tým
- 2005 MS-18 – Nejlepší útočník
- 2005 MS-18 – Nejlepší střelec
- 2005 MS-18 – Nejlepší nahrávač
- 2005 MS-18 – Nejproduktivnější hráč
- 2005 MS-18 – Nejlepší hráč v pobytu na ledě (+/-)
- 2006 WCHA – All-Rookie Tým
- 2006 WCHA – Nováček roku
- 2006 MSJ – Nejlepší nahrávač
- 2006 MSJ – Nejproduktivnější hráč
- 2007 NHL – Bill Masterton Memorial Trophy
- 2007 NHL – YoungStars Roster
- 2007 MS – Nejproduktivnější junior
- 2011 NHL – All-Star Game
- 2012 NHL – All-Star Game
- 2014 OH – All-Star Tým
- 2014 OH – Nejlepší útočník
- 2014 OH – Nejproduktivnější hráč
- 2015 NHL – All-Star Game
- 2019 NHL – Nejvíce vstřelených vítězných branek

## Prvenství
- Debut v NHL – 6. října 2006 (Florida Panthers proti Boston Bruins)
- První asistence v NHL – 7. října 2006 (Tampa Bay Lightning proti Boston Bruins)
- První gól v NHL – 21. října 2006 (Boston Bruins proti Buffalo Sabres, kanadským brankáři Martin Biron)
- První hattrick v NHL – 12. října 2007 (Los Angeles Kings proti Boston Bruins)

## Statistiky

### Klubové statistiky
| Sezóna       | Klub                    | Soutěž       |       | Základní část | Základní část | Základní část | Základní část | Základní část |    | Play off | Play off | Play off | Play off | Play off |
| Sezóna       | Klub                    | Soutěž       | Z     | G             | A             | B             | TM            | Z             | G  | A        | B        | TM       |          |          |
| 2001–02      | Madison Capitols        | Bantam       | 86    | 176           | 110           | 286           | —             | —             | —  | —        | —        | —        |          |          |
| 2002–03      | Madison Capitols        | Midget       | 71    | 113           | 45            | 158           | 26            | —             | —  | —        | —        | —        |          |          |
| 2003–04      | U.S. NTDP 17            | USDP         | 32    | 31            | 18            | 49            | 8             | —             | —  | —        | —        | —        |          |          |
| 2003–04      | U.S. NTDP 18            | NAHL         | 30    | 21            | 12            | 33            | 18            | —             | —  | —        | —        | —        |          |          |
| 2004–05      | U.S. NTDP 18            | USDP         | 41    | 41            | 32            | 73            | 16            | —             | —  | —        | —        | —        |          |          |
| 2004–05      | U.S. NTDP Junior        | NAHL         | 14    | 11            | 14            | 25            | 21            | —             | —  | —        | —        | —        |          |          |
| 2005–06      | University of Minnesota | WCHA         | 39    | 18            | 33            | 51            | 28            | —             | —  | —        | —        | —        |          |          |
| 2006–07      | Boston Bruins           | NHL          | 70    | 11            | 18            | 29            | 12            | —             | —  | —        | —        | —        |          |          |
| 2006–07      | Providence Bruins       | AHL          | 2     | 1             | 0             | 1             | 2             | —             | —  | —        | —        | —        |          |          |
| 2007–08      | Boston Bruins           | NHL          | 82    | 19            | 18            | 37            | 28            | 4             | 3  | 1        | 4        | 2        |          |          |
| 2008–09      | Boston Bruins           | NHL          | 70    | 36            | 24            | 60            | 16            | 11            | 6  | 5        | 11       | 4        |          |          |
| 2009–10      | Toronto Maple Leafs     | NHL          | 70    | 30            | 25            | 55            | 21            | —             | —  | —        | —        | —        |          |          |
| 2010–11      | Toronto Maple Leafs     | NHL          | 82    | 32            | 32            | 64            | 24            | —             | —  | —        | —        | —        |          |          |
| 2011–12      | Toronto Maple Leafs     | NHL          | 82    | 37            | 45            | 82            | 20            | —             | —  | —        | —        | —        |          |          |
| 2012–13      | Toronto Maple Leafs     | NHL          | 48    | 30            | 32            | 62            | 18            | 7             | 4  | 2        | 6        | 2        |          |          |
| 2013–14      | Toronto Maple Leafs     | NHL          | 82    | 37            | 43            | 80            | 27            | —             | —  | —        | —        | —        |          |          |
| 2014–15      | Toronto Maple Leafs     | NHL          | 82    | 25            | 36            | 61            | 30            | —             | —  | —        | —        | —        |          |          |
| 2015–16      | Pittsburgh Penguins     | NHL          | 82    | 26            | 33            | 59            | 18            | 24            | 10 | 12       | 22       | 4        |          |          |
| 2016–17      | Pittsburgh Penguins     | NHL          | 82    | 23            | 47            | 70            | 20            | 25            | 8  | 15       | 23       | 2        |          |          |
| 2017–18      | Pittsburgh Penguins     | NHL          | 82    | 34            | 58            | 92            | 36            | 12            | 1  | 8        | 9        | 2        |          |          |
| 2018–19      | Pittsburgh Penguins     | NHL          | 82    | 27            | 55            | 82            | 28            | 4             | 1  | 1        | 2        | 2        |          |          |
| 2019–20      | Arizona Coyotes         | NHL          | 70    | 14            | 24            | 38            | 22            | 9             | 1  | 3        | 4        | 4        |          |          |
| 2020–21      | Arizona Coyotes         | NHL          | 56    | 20            | 23            | 43            | 12            | —             | —  | —        | —        | —        |          |          |
| 2021–22      | Arizona Coyotes         | NHL          | 82    | 8             | 44            | 52            | 40            | —             | —  | —        | —        | —        |          |          |
| 2022–23      | Vegas Golden Knights    | NHL          | 82    | 14            | 22            | 36            | 30            | 4             | 0  | 2        | 2        | 2        |          |          |
| Celkem v NHL | Celkem v NHL            | Celkem v NHL | 1,286 | 413           | 579           | 992           | 402           | 100           | 34 | 49       | 83       | 24       |          |          |

## Reprezentace
| Rok                            | Tým                            | Soutěž                         | Z  | G  | A  | B  | TM |
| ------------------------------ | ------------------------------ | ------------------------------ | -- | -- | -- | -- | -- |
| 2004                           | USA 18                         | MS-18                          | 6  | 7  | 3  | 10 | 6  |
| 2005                           | USA 20                         | MSJ                            | 7  | 4  | 2  | 6  | 2  |
| 2005                           | USA 18                         | MS-18                          | 6  | 9  | 7  | 16 | 2  |
| 2006                           | USA 20                         | MSJ                            | 7  | 1  | 10 | 11 | 2  |
| 2006                           | USA                            | MS                             | 7  | 1  | 1  | 2  | 2  |
| 2007                           | USA                            | MS                             | 7  | 2  | 5  | 7  | 6  |
| 2008                           | USA                            | MS                             | 7  | 6  | 4  | 10 | 6  |
| 2010                           | USA                            | ZOH                            | 6  | 1  | 1  | 2  | 0  |
| 2014                           | USA                            | ZOH                            | 6  | 5  | 3  | 8  | 2  |
| Juniorská reprezentace celkově | Juniorská reprezentace celkově | Juniorská reprezentace celkově | 26 | 21 | 22 | 43 | 12 |
| Seniorská reprezentace celkově | Seniorská reprezentace celkově | Seniorská reprezentace celkově | 33 | 15 | 14 | 29 | 16 |